# Rajdowe Mistrzostwa Świata 1993

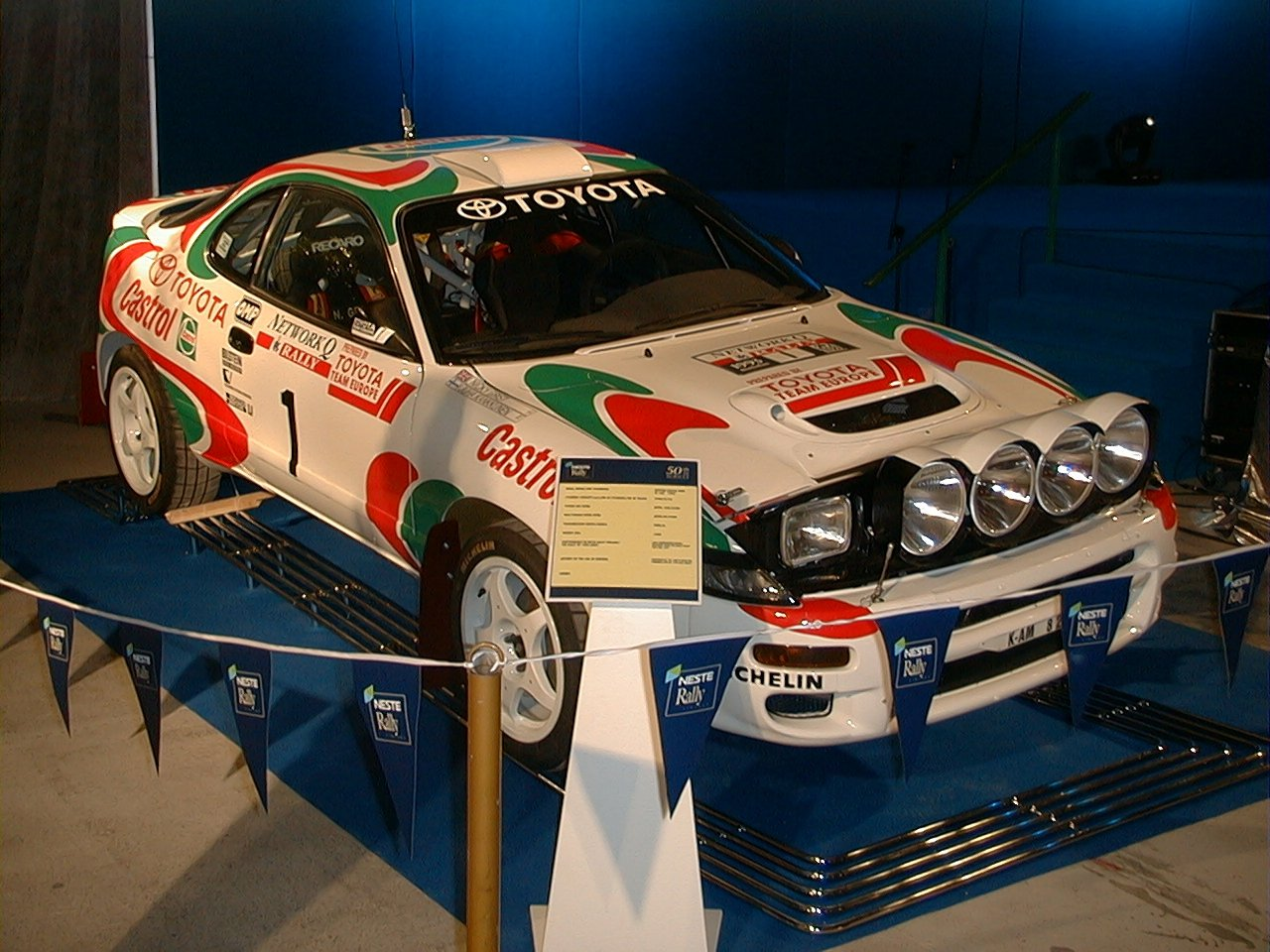
Samochód rajdowy Toyota Celica Turbo 4WD, którym fiński kierowca Juha Kankkunen zdobył mistrzostwo świata w roku 1993.

Rajdowe Mistrzostwa Świata w roku 1993 były 21 sezonem Rajdowych Mistrzostwach Świata FIA. Sezon składał się z 13 rajdów. Mistrzem świata kierowców rajdowych w roku 1993 został fiński kierowca Juha Kankkunen startujący samochodem Toyota Celica Turbo 4WD, wyprzedził on dwóch francuskich kierowców François Delecoura i Didiera Auriola. Tytuł konstruktorów wygrała Toyota przed Fordem i Subaru.

## Kalendarz
W sezonie 1993 kalendarz mistrzostw świata składał się z trzynastu rajdów, było to o jeden mniej niż w rok wcześniej, zabrakło w nim Rajdu Wybrzeża Kości Słoniowej. 
| Runda | Data               | Nazwa rajdu                | Zwycięzca         | Wyniki |
| ----- | ------------------ | -------------------------- | ----------------- | ------ |
| 1     | 21–27 stycznia     | 61. Rajd Monte Carlo       | Didier Auriol     | Wyniki |
| 2     | 12-14 lutego       | 42. Rajd Szwecji           | Mats Jonsson      | Wyniki |
| 3     | 3-6 marca          | 27. Rajd Portugalii        | François Delecour | Wyniki |
| 4     | 8-12 kwietnia      | 41. Rajd Safari            | Juha Kankkunen    | Wyniki |
| 5     | 2–4 maja           | 37. Rajd Francji           | François Delecour | Wyniki |
| 6     | 30 maja-1 czerwca  | 40. Rajd Grecji            | Miki Biasion      | Wyniki |
| 7     | 14-17 lipca        | 13. Rajd Argentyny         | Juha Kankkunen    | Wyniki |
| 8     | 5-8 sierpnia       | 23. Rajd Nowej Zelandii    | Colin McRae       | Wyniki |
| 9     | 27–29 sierpnia     | 43. Rajd Finlandii         | Juha Kankkunen    | Wyniki |
| 10    | 18–21 września     | 6. Rajd Australii          | Juha Kankkunen    | Wyniki |
| 11    | 11–13 października | 35. Rajd San Remo          | Gianfranco Cunico | Wyniki |
| 12    | 2–4 listopada      | 29. Rajd Hiszpanii         | François Delecour | Wyniki |
| 13    | 21–24 listopada    | 49. Rajd Wielkiej Brytanii | Juha Kankkunen    | Wyniki |

## Zespoły i kierowcy
| Zespół                      | Producent  | Samochód                              | Opony | Kierowca           | Rundy               |
| --------------------------- | ---------- | ------------------------------------- | ----- | ------------------ | ------------------- |
| Jolly Club                  | Lancia     | Delta HF Integrale                    | M P   | Carlos Sainz       | 1, 3, 5–8, 10–12    |
| Jolly Club                  | Lancia     | Delta HF Integrale                    | M P   | Andrea Aghini      | 1, 3, 5–6, 11       |
| Jolly Club                  | Lancia     | Delta HF Integrale                    | M P   | Gustavo Trelles    | 6–8, 12             |
| Jolly Club                  | Lancia     | Delta HF Integrale                    | M P   | Jorge Recalde      | 6                   |
| Jolly Club                  | Lancia     | Delta HF Integrale                    | M P   | Dario Cerrato      | 11                  |
| Ford Motor Co               | Ford       | Escort RS Cosworth                    | M     | Miki Biasion       | 1, 3, 5–8, 10–12    |
| Ford Motor Co               | Ford       | Escort RS Cosworth                    | M     | François Delecour  | 1, 3, 5–6, 8, 10–13 |
| Ford Motor Co               | Ford       | Escort RS Cosworth                    | M     | Mikael Ericsson    | 2                   |
| Ford Motor Co               | Ford       | Escort RS Cosworth                    | M     | Sebastian Lindholm | 2, 9, 13            |
| Ford Motor Co               | Ford       | Escort RS Cosworth                    | M     | Malcolm Wilson     | 2, 9, 13            |
| Ford Motor Co               | Ford       | Escort RS Cosworth                    | M     | Fernando Peres     | 3                   |
| Ford Motor Co               | Ford       | Escort RS Cosworth                    | M     | Carlos Menem       | 7                   |
| Ford Motor Co               | Ford       | Escort RS Cosworth                    | M     | Gianfranco Cunico  | 11                  |
| Ford Motor Co               | Ford       | Escort RS Cosworth                    | M     | Patrick Snijers    | 11                  |
| Ford Motor Co               | Ford       | Escort RS Cosworth                    | M     | Robbie Head        | 13                  |
| Toyota Castrol Team         | Toyota     | Celica Turbo 4WD Celica GT-Four ST165 | M     | Didier Auriol      | 1–2, 5–10, 12–13    |
| Toyota Castrol Team         | Toyota     | Celica Turbo 4WD Celica GT-Four ST165 | M     | Juha Kankkunen     | 1–2, 4, 6–10, 12–13 |
| Toyota Castrol Team         | Toyota     | Celica Turbo 4WD Celica GT-Four ST165 | M     | Mats Jonsson       | 2, 13               |
| Toyota Castrol Team         | Toyota     | Celica Turbo 4WD Celica GT-Four ST165 | M     | Tomas Jansson      | 2                   |
| Toyota Castrol Team         | Toyota     | Celica Turbo 4WD Celica GT-Four ST165 | M     | Markku Alén        | 4                   |
| Toyota Castrol Team         | Toyota     | Celica Turbo 4WD Celica GT-Four ST165 | M     | Ian Duncan         | 4                   |
| Toyota Castrol Team         | Toyota     | Celica Turbo 4WD Celica GT-Four ST165 | M     | Yasuhiro Iwase     | 4                   |
| Toyota Castrol Team         | Toyota     | Celica Turbo 4WD Celica GT-Four ST165 | M     | François Chatriot  | 5                   |
| Toyota Castrol Team         | Toyota     | Celica Turbo 4WD Celica GT-Four ST165 | M     | Yves Loubet        | 5                   |
| Toyota Castrol Team         | Toyota     | Celica Turbo 4WD Celica GT-Four ST165 | M     | Hannu Mikkola      | 9                   |
| Toyota Castrol Team         | Toyota     | Celica Turbo 4WD Celica GT-Four ST165 | M     | Neal Bates         | 10                  |
| Mitsubishi Ralliart Europe  | Mitsubishi | Lancer Evo I Galant VR-4              | M     | Armin Schwarz      | 1, 3, 6, 9, 13      |
| Mitsubishi Ralliart Europe  | Mitsubishi | Lancer Evo I Galant VR-4              | M     | Kenneth Eriksson   | 1, 3, 6, 9, 13      |
| Mitsubishi Ralliart Europe  | Mitsubishi | Lancer Evo I Galant VR-4              | M     | Jarmo Kytölehto    | 2, 9                |
| Mitsubishi Ralliart Europe  | Mitsubishi | Lancer Evo I Galant VR-4              | M     | Kenneth Bäcklund   | 2                   |
| Mitsubishi Ralliart Europe  | Mitsubishi | Lancer Evo I Galant VR-4              | M     | Kenjiro Shinozuka  | 4                   |
| Mitsubishi Ralliart Europe  | Mitsubishi | Lancer Evo I Galant VR-4              | M     | Ross Dunkerton     | 8, 10               |
| 555 Subaru World Rally Team | Subaru     | Legacy RS Impreza 555 Vivio Sedan 4WD | M P   | Colin McRae        | 2–6, 8, 10, 13      |
| 555 Subaru World Rally Team | Subaru     | Legacy RS Impreza 555 Vivio Sedan 4WD | M P   | Hannu Mikkola      | 2                   |
| 555 Subaru World Rally Team | Subaru     | Legacy RS Impreza 555 Vivio Sedan 4WD | M P   | Per Eklund         | 2                   |
| 555 Subaru World Rally Team | Subaru     | Legacy RS Impreza 555 Vivio Sedan 4WD | M P   | Markku Alén        | 3, 9                |
| 555 Subaru World Rally Team | Subaru     | Legacy RS Impreza 555 Vivio Sedan 4WD | M P   | Patrick Njiru      | 4                   |
| 555 Subaru World Rally Team | Subaru     | Legacy RS Impreza 555 Vivio Sedan 4WD | M P   | Masashi Ishida     | 4                   |
| 555 Subaru World Rally Team | Subaru     | Legacy RS Impreza 555 Vivio Sedan 4WD | M P   | Ari Vatanen        | 6, 8–10, 13         |
| 555 Subaru World Rally Team | Subaru     | Legacy RS Impreza 555 Vivio Sedan 4WD | M P   | Peter Bourne       | 8, 10               |
| 555 Subaru World Rally Team | Subaru     | Legacy RS Impreza 555 Vivio Sedan 4WD | M P   | Piero Liatti       | 11                  |
| 555 Subaru World Rally Team | Subaru     | Legacy RS Impreza 555 Vivio Sedan 4WD | M P   | Richard Burns      | 13                  |
| 555 Subaru World Rally Team | Subaru     | Legacy RS Impreza 555 Vivio Sedan 4WD | M P   | Alister McRae      | 13                  |
| Motor Sport Developments    | Opel       | Calibra Turbo 4x4                     | P     | Stig Blomqvist     | 2                   |
| Motor Sport Developments    | Opel       | Calibra Turbo 4x4                     | P     | Erwin Doctor       | 12                  |
| Astra Racing                | Lancia     | Delta HF Integrale                    | M     | Tommi Makinen      | 2, 6, 9             |
| Astra Racing                | Lancia     | Delta HF Integrale                    | M     | Alex Fiorio        | 3, 6, 11–12         |
| Astra Racing                | Lancia     | Delta HF Integrale                    | M     | Jorge Recalde      | 3                   |
| Audi Sport                  | Audi       | Audi Coupé S2                         | M P   | Sepp Haider        | 2, 8, 10            |
| Audi Sport                  | Audi       | Audi Coupé S2                         | M P   | Rudi Stohl         | 4, 6–7              |
| Société Diac                | Renault    | Clio Williams                         | M     | Alain Oreille      | 5                   |
| Société Diac                | Renault    | Clio Williams                         | M     | Jean Ragnotti      | 5                   |
| Société Diac                | Renault    | Clio Williams                         | M     | Serge Jordan       | 5                   |

## Wyniki[1][2]

### Klasyfikacja zespołowa
W sezonie 1993 system punktacji producentów składał się z dwóch grup punktacji, które do siebie dodawano. Wpierw punkty dla producenta zdobywał najwyżej sklasyfikowany samochód danej marki według klucza: 
| Pozycja | 1º | 2º | 3º | 4º | 5º | 6º | 7º | 8º | 9º | 10º |
| ------- | -- | -- | -- | -- | -- | -- | -- | -- | -- | --- |
| Punkty  | 10 | 9  | 8  | 7  | 6  | 5  | 4  | 3  | 2  | 1   |

Dodatkowe punkty były przyznawane dla najwyżej sklasyfikowanego samochodu danej marki za zajęcie miejsca od pierwszego do ósmego w swojej grupie, pod warunkiem, że dany zespół znalazł się w pierwszej dziesiątce w klasyfikacji generalnej, według klucza: 
| Pozycja | 1º | 2º | 3º | 4º | 5º | 6º | 7º | 8º |
| ------- | -- | -- | -- | -- | -- | -- | -- | -- |
| Punkty  | 8  | 7  | 6  | 5  | 4  | 3  | 2  | 1  |

Do klasyfikacji końcowej sezonu było branych osiem najlepszych występów. Wyniki rajdów nie brane pod uwagę w końcowej klasyfikacji ujęto w nawiasach. W tym roku po raz pierwszy, wszystkie rundy liczyły się do końcowej klasyfikacji. Zmianą był to, iż zespoły musiały na 30 dni przed każdym rajdem nominować zawodników, którzy będą dla niego zdobywać punkty.
| Numer | Zespół     | MCO | SWE | PRT | KEN | FRA | GRE | ARG | NZL  | FIN | AUS  | ITA | ESP | GBR | Punkty |
| ----- | ---------- | --- | --- | --- | --- | --- | --- | --- | ---- | --- | ---- | --- | --- | --- | ------ |
| 1     | Toyota     | 20  | 20  | -   | 20  | 17  | –   | 20  | (14) | 20  | 20   | –   | –   | 20  | 157    |
| 2     | Ford       | 17  | –   | 20  | –   | 20  | 20  | 17  | 17   | –   | (14) | –   | 20  | 14  | 145    |
| 3     | Subaru     | –   | 14  | 12  | –   | 10  | –   | –   | 20   | 17  | 17   | 12  | –   | 10  | 112    |
| 4     | Mitsubishi | 12  | 11  | 10  | –   | –   | 14  | –   | –    | 10  | 12   | –   | –   | 17  | 86     |
| 5     | Lancia     | –   | –   | 14  | –   | 12  | 17  | 12  | 12   | –   | –    | -   | 8   | –   | 75     |

### Klasyfikacja kierowców
Do klasyfikacji mistrza świata kierowców w sezonie 1993 zaliczane było pierwszych dziesięć miejsc zajętych w rajdzie i punktowane one były według zasady:
| Pozycja | 1º | 2º | 3º | 4º | 5º | 6º | 7º | 8º | 9º | 10º |
| ------- | -- | -- | -- | -- | -- | -- | -- | -- | -- | --- |
| Punkty  | 20 | 15 | 12 | 10 | 8  | 6  | 4  | 3  | 2  | 1   |

Do końcowego wyniku liczone było osiem najlepszych startów. Nieliczone rajdy ujęto w nawiasach.    
| Numer | Kierowca               | MCO | SWE | PRT | KEN | FRA | GRE | ARG | NZL | FIN | AUS | ITA | ESP | GBR | Punkty |
| ----- | ---------------------- | --- | --- | --- | --- | --- | --- | --- | --- | --- | --- | --- | --- | --- | ------ |
| 1     | Juha Kankkunen         | (8) | 15  | –   | 20  | –   | –   | 20  | 8   | 20  | 20  | –   | 12  | 20  | 135    |
| 2     | François Delecour      | 15  | –   | 20  | –   | 20  | –   | –   | 15  | –   | 12  | –   | 20  | 10  | 112    |
| 3     | Didier Auriol          | 20  | –   | –   | –   | 15  | –   | 12  | 12  | 12  | –   | –   | 15  | 6   | 92     |
| 4     | Miki Biasion           | 12  | –   | 15  | –   | 4   | 20  | 15  | –   | –   | –   | –   | 10  | –   | 76     |
| 5     | Colin McRae            | –   | 12  | 4   | –   | 8   | –   | –   | 20  | –   | 6   | –   | –   | –   | 50     |
| 6     | Kenneth Eriksson       | 10  | –   | 8   | –   | –   | –   | –   | –   | 8   | –   | –   | –   | 15  | 41     |
| 7     | Ari Vatanen            | –   | –   | –   | –   | –   | –   | –   | –   | 15  | 15  | –   | –   | 8   | 38     |
| 8     | Carlos Sainz           | –   | –   | –   | –   | 10  | 15  | –   | 10  | –   | –   | -   | –   | –   | 35     |
| 9     | Gustavo Trelles        | –   | –   | –   | –   | –   | 8   | 10  | 4   | –   | –   | –   | 6   | –   | 28     |
| 10    | Tommi Mäkinen          | –   | 10  | –   | –   | –   | 6   | –   | –   | 10  | –   | –   | –   | –   | 26     |
| 11    | Markku Alén            | –   | –   | 10  | 15  | –   | –   | –   | –   | –   | –   | –   | –   | –   | 25     |
| 12    | Armin Schwarz          | 6   | –   | –   | –   | –   | 12  | –   | –   | 2   | –   | –   | –   | 3   | 23     |
| 13    | Mats Jonsson           | –   | 20  | –   | –   | –   | –   | –   | –   | –   | –   | –   | –   | 2   | 22     |
| 14    | Andrea Aghini          | –   | –   | 12  | –   | –   | 10  | –   | –   | –   | –   | –   | –   | –   | 22     |
| 15    | Gianfranco Cunico      | –   | –   | –   | –   | –   | –   | –   | –   | –   | –   | 20  | –   | –   | 20     |
| 16    | Alex Fiorio            | –   | –   | 6   | –   | –   | 4   | –   | –   | –   | –   | –   | 8   | –   | 18     |
| 17    | Bruno Thiry            | 3   | –   | 1   | –   | –   | –   | –   | –   | –   | –   | 8   | 4   | –   | 16     |
| 18    | Patrick Snijers        | –   | –   | –   | –   | –   | –   | –   | –   | –   | –   | 15  | –   | –   | 15     |
| 19=   | Ian Duncan             | –   | –   | –   | 12  | –   | –   | –   | –   | –   | –   | –   | –   | –   | 12     |
| 19=   | François Chatriot      | –   | –   | –   | –   | 12  | –   | –   | –   | –   | –   | –   | –   | –   | 12     |
| 19=   | Gilberto Pianezzola    | –   | –   | –   | –   | –   | –   | –   | –   | –   | –   | 12  | –   | –   | 12     |
| 19=   | Malcolm Wilson         | –   | –   | –   | –   | –   | –   | –   | –   | –   | –   | –   | –   | 12  | 12     |
| 23    | Sepp Haider            | –   | 4   | –   | –   | –   | –   | –   | –   | –   | 8   | –   | –   | –   | 12     |
| 24=   | Yasuhiro Iwase         | –   | –   | –   | 10  | –   | –   | –   | –   | –   | –   | –   | –   | –   | 10     |
| 24=   | Ross Dunkerton         | –   | –   | –   | –   | –   | –   | –   | –   | –   | 10  | –   | –   | –   | 10     |
| 24=   | Piero Liatti           | –   | –   | –   | –   | –   | –   | –   | –   | –   | –   | 10  | –   | –   | 10     |
| 27=   | Björn Johansson        | –   | 8   | –   | –   | –   | –   | –   | –   | –   | –   | –   | –   | –   | 8      |
| 27=   | Guy Jack               | –   | –   | –   | 8   | –   | –   | –   | –   | –   | –   | –   | –   | –   | 8      |
| 27=   | Carlos Menem           | –   | –   | –   | –   | –   | –   | 8   | –   | –   | –   | –   | –   | –   | 8      |
| 30    | Rudi Stohl             | –   | –   | –   | 3   | –   | –   | 4   | –   | –   | –   | –   | –   | –   | 7      |
| 31=   | Per Eklund             | –   | 6   | –   | –   | –   | –   | –   | –   | –   | –   | –   | –   | –   | 6      |
| 31=   | Ashok Pattni           | –   | –   | –   | 6   | –   | –   | –   | –   | –   | –   | –   | –   | –   | 6      |
| 31=   | Bernard Béguin         | –   | –   | –   | –   | 6   | –   | –   | –   | –   | –   | –   | –   | –   | 6      |
| 31=   | Mohammed Bin Sulayem   | –   | –   | –   | –   | –   | –   | 6   | –   | –   | –   | –   | –   | –   | 6      |
| 31=   | Peter 'Possum' Bourne  | –   | –   | –   | –   | –   | –   | –   | 6   | –   | –   | –   | –   | –   | 6      |
| 31=   | Sebastian Lindholm     | –   | –   | –   | –   | –   | –   | –   | –   | 6   | –   | –   | –   | –   | 6      |
| 31=   | Renato Travaglia       | –   | –   | –   | –   | –   | –   | –   | –   | –   | –   | 6   | –   | –   | 6      |
| 38=   | Olivier Burri          | 4   | –   | –   | –   | –   | –   | –   | –   | –   | –   | –   | –   | –   | 4      |
| 38=   | Marco Brighetti        | –   | –   | –   | 4   | –   | –   | –   | –   | –   | –   | –   | –   | –   | 4      |
| 38=   | Hannu Mikkola          | –   | –   | –   | –   | –   | –   | –   | –   | 4   | –   | –   | –   | –   | 4      |
| 38=   | Ed Ordynski            | –   | –   | –   | –   | –   | –   | –   | –   | –   | 4   | –   | –   | –   | 4      |
| 38=   | Andrea Dallavilla      | –   | –   | –   | –   | –   | –   | –   | –   | –   | –   | 4   | –   | –   | 4      |
| 38=   | Richard Burns          | –   | –   | –   | –   | –   | –   | –   | –   | –   | –   | –   | –   | 4   | 4      |
| 44    | Alex Fassina           | –   | –   | 2   | –   | –   | 1   | –   | –   | –   | –   | 1   | –   | –   | 4      |
| 45=   | Kenneth Bäcklund       | –   | 3   | –   | –   | –   | –   | –   | –   | –   | –   | –   | –   | –   | 3      |
| 45=   | Jorge Bica             | –   | –   | 3   | –   | –   | –   | –   | –   | –   | –   | –   | –   | –   | 3      |
| 45=   | Jean Ragnotti          | –   | –   | –   | –   | 3   | –   | –   | –   | –   | –   | –   | –   | –   | 3      |
| 45=   | Kóstas Apostolou       | –   | –   | –   | –   | –   | 3   | –   | –   | –   | –   | –   | –   | –   | 3      |
| 45=   | António Coutinho       | –   | –   | –   | –   | –   | –   | 3   | –   | –   | –   | –   | –   | –   | 3      |
| 45=   | Neil Allport           | –   | –   | –   | –   | –   | –   | –   | 3   | –   | –   | –   | –   | –   | 3      |
| 45=   | Lasse Lampi            | –   | –   | –   | –   | –   | –   | –   | –   | 3   | –   | –   | –   | –   | 3      |
| 45=   | Neal Bates             | –   | –   | –   | –   | –   | –   | –   | –   | –   | 3   | –   | –   | –   | 3      |
| 45=   | Angelo Medeghini       | –   | –   | –   | –   | –   | –   | –   | –   | –   | –   | 3   | –   | –   | 3      |
| 45=   | Luís Climent           | –   | –   | –   | –   | –   | –   | –   | –   | –   | –   | –   | 3   | –   | 3      |
| 55=   | Christophe Spiliotis   | 2   | –   | –   | –   | –   | –   | –   | –   | –   | –   | –   | –   | –   | 2      |
| 55=   | Jarmo Kytölehto        | –   | 2   | –   | –   | –   | –   | –   | –   | –   | –   | –   | –   | –   | 2      |
| 55=   | Basmat Shamji          | –   | –   | –   | 2   | –   | –   | –   | –   | –   | –   | –   | –   | –   | 2      |
| 55=   | Alain Oreille          | –   | –   | –   | –   | 2   | –   | –   | –   | –   | –   | –   | –   | –   | 2      |
| 55=   | Níkos Tsadaris         | –   | –   | –   | –   | –   | 2   | –   | –   | –   | –   | –   | –   | –   | 2      |
| 55=   | Gabriel Raies          | –   | –   | –   | –   | –   | –   | 2   | –   | –   | –   | –   | –   | –   | 2      |
| 55=   | Joe McAndrew           | –   | –   | –   | –   | –   | –   | –   | 2   | –   | –   | –   | –   | –   | 2      |
| 55=   | Kiyoshi Inoue          | –   | –   | –   | –   | –   | –   | –   | –   | –   | 2   | –   | –   | –   | 2      |
| 55=   | Freddy Loix            | –   | –   | –   | –   | –   | –   | –   | –   | –   | –   | 2   | –   | –   | 2      |
| 55=   | Mía Bardolet           | –   | –   | –   | –   | –   | –   | –   | –   | –   | –   | –   | 2   | –   | 2      |
| 65=   | Jean-Baptiste Serpaggi | 1   | –   | –   | –   | –   | –   | –   | –   | –   | –   | –   | –   | –   | 1      |
| 65=   | Per Svan               | –   | 1   | –   | –   | –   | –   | –   | –   | –   | –   | –   | –   | –   | 1      |
| 65=   | Manfred Stohl          | –   | –   | –   | 1   | –   | –   | –   | –   | –   | –   | –   | –   | –   | 1      |
| 65=   | Giovanni Manfrinato    | –   | –   | –   | –   | 1   | –   | –   | –   | –   | –   | –   | –   | –   | 1      |
| 65=   | José Ceccheto          | –   | –   | –   | –   | –   | –   | 1   | –   | –   | –   | –   | –   | –   | 1      |
| 65=   | Yoshio Fujimoto        | –   | –   | –   | –   | –   | –   | –   | 1   | –   | –   | –   | –   | –   | 1      |
| 65=   | Marcus Grönholm        | –   | –   | –   | –   | –   | –   | –   | –   | 1   | –   | –   | –   | –   | 1      |
| 65=   | David Officer          | –   | –   | –   | –   | –   | –   | –   | –   | –   | 1   | –   | –   | –   | 1      |
| 65=   | Oriol Gómez            | –   | –   | –   | –   | –   | –   | –   | –   | –   | –   | –   | 1   | –   | 1      |
| 65=   | Alister McRae          | –   | –   | –   | –   | –   | –   | –   | –   | –   | –   | –   | –   | 1   | 1      |

### Puchar kierowców samochodów produkcyjnych PWRC (Grupa N)[5]
Do końcowej klasyfikacji brano pod uwagę osiem najlepszych startów, aby zawodnik mógł być sklasyfikowany co najmniej jeden ze startów musiał odbyć się poza Europą. 
| Msc. | Kierowca             | Punkty |
| ---- | -------------------- | ------ |
| 1    | Alesandro Fassina    | 56     |
| 2    | António Coutinho     | 28     |
| 3    | Jarmo Kytölehto      | 23     |
| 4    | Mohammed Bin Sulayem | 15     |
| 5    | Juha Hellman         | 15     |

### Klasyfikacja końcowa producentów wDwulitrowym Rajdowym Pucharze Świata[6]
| Msc. | Producent             | Punkty |
| ---- | --------------------- | ------ |
| 1    | General Motors Europe | 74     |
| 2    | Skoda                 | 54     |
| 3    | Peugeot               | 38     |
| 4    | Citroen               | 26     |
| 5    | Łada                  | 23     |
| 6    | Renault               | 19     |
| 7    | Toyota                | 15     |
| 8    | Renault Argentyna     | 10     |
| 9    | Fiat Argentyna        | 8      |
| 10   | Volkswagen            | 4      |
| 10   | Saab                  | 4      |
| 12   | Nissan                | 2      |
| 12   | SEAT                  | 2      |
| 14   | Daihatsu              | 1      |
| 14   | Wartburg              | 1      |